# Frekvenciaosztásos multiplexelés
A frekvenciaosztásos multiplexelés (az angol nevéből - Frequency-division multiplexing - származó rövidítéssel: FDM) a jelmultiplexelés egy formája, ahol több alapsávi jelet különböző vivőfrekvenciával modulálnak, majd egy összetett (kompozit) jellé egyesítenek.
Először a helyközi telefonhálózatokon használtak FDM-et sok beszédcsatorna egy áramkörön való átvitelére. Ennél a megoldásnál 12 beszédcsatornát moduláltak különböző vivőfrekvenciákkal és a 4 kHz-es sávszélességű csatornákat egymás mellé ültették. A kimenő jel így elfoglalta a 60–108 kHz közötti tartományt, és az alapcsoport nevet kapta. Egy következő szinten, öt ilyen csoportot az előzőek szerinti eljárással újra multiplexelve jött létre a szupercsoport (főcsoport), ami 60 beszédcsatornát tartalmazott. A magasabb multiplexelési szinten 10 szupercsoportból állt össze a 600 beszédcsatornát tartalmazó mestercsoport. A szabvány szerint van olyan multiplexer, amely több ezer beszédcsatornát koncentrál egy kimenetre. FDM átvitellel a CCITT illetve az ITU-T ajánlásai foglalkoznak, jelentősége a digitális technika terjedésével csökken.
A mai, modern telefonrendszerek már digitális átvitelt alkalmaznak, ezért a FDM eljárás helyett az időosztásos multiplexelést (Time-division multiplexing – TDM) használják, de a GSM rendszerek ismét felfedezték.
FDM technológia használható több jel összekeverésére is a végső moduláció előtt. Ebben az esetben a alapjelekhez kevert vivőt al-vivőnek (sub-carrier) nevezzük. Ezt az eljárást használják a sztereo FM átvitelnél, ahol egy 38 kHz-es al-vivőt használnak a különálló jobb- és bal hangcsatorna jelének multiplexelésére, mielőtt az így kialakított összevont jelet frekvenciamodulált kompozit jellé nem alakítják kisugárzás előtt.
Amikor a frekvenciaosztásos multiplexelést használva engedik meg több felhasználónak a csatornához való hozzáférést, azaz többen használhatják az adott fizikai kommunikációs csatornát, akkor ezt az eljárást frekvenciaosztásos többszörös hozzáférésnek (FDMA Frequency-division multiple access) nevezik.
FDMA eljárást használnak tradicionálisan a különböző állomások rádiójeleinek szétválasztásánál.
A frekvenciaosztásos multiplexelés megfelelője az analóg optikai tartományban a hullámhossz-osztásos multiplexelés.

## Alapelvek
A FDM technológia alapelve, hogy a bejövő csatornákat először egy adott, előre meghatározott sávszélességűre csökkentik, majd egy adott frekvencia többszöröseit hozzáadják (keverik), ezzel beállítják a sáv frekvencia-tartománybeli "elhelyezkedését", és végül ezeket a sávokat összegzik. A kimenő csatorna minél jobb kihasználása érdekében a modulált csatornákat egymáshoz a lehető legközelebb helyezik el, ami viszont azt jelenti, hogy a szűrők nem tökéletesen négyzetes karakterisztikái miatt a sávok alsó és felső részei kicsit átfedik egymást, és ez áthallási torzítást okozhat.
A frekvenciaosztásos multiplexelés elvi megoldását a következő ábra mutatja:

A különböző modulátorok egymással összekapcsolhatók, így egyre több csatornát lehet a kimeneten összegyűjteni.
A jelenlegi ajánlások szerint az Alapcsoportba, amely a 60 és 108 KHz közötti sávot foglalja el (a sávszélessége 48 kHz), 12, egyenként 4 kHz sávszélességű beszédcsatorna fogható össze.
A következő szinten, 5 48 kHz sávszélességű alapcsoporti multiplexer kimenő csatornája fogható össze (12x5=60 beszédcsatorna) egy, 240 kHz széles csatornába. Ezt a csoportot Szupercsoportnak (Super Group) nevezik.
A harmadik szinten 10 240 kHz sávszélességű Szupercsoport fogható össze egy Főcsoporttá (Master Group), ami 600 beszédcsatornát képes egy kimenetre multiplexelni.

## Alapcsoport létrehozása: 1. szintű multiplexelés
Az alapcsoportot létrehozó multiplexert elsőszintű multiplexernek nevezik. Az elsőszintű multiplexer az alapcsoportba 12 beszédcsatornát fog össze.
Az egyes beszédcsatornák 4 kHz-es sávszélességűek.
Az Alapcsoport frekvencia kiosztásai:
| Beszédcsatorna     | Keverő frekvencia | Csatorna eleje | Középfrekvencia | Csatorna vége |
| ------------------ | ----------------- | -------------- | --------------- | ------------- |
| 1. Beszédcsatorna  | 60 kHz            | 60 kHz         | 62 kHz          | 64 kHz        |
| 2. Beszédcsatorna  | 64 kHz            | 64 kHz         | 66 kHz          | 68 kHz        |
| 3. Beszédcsatorna  | 68 kHz            | 68 kHz         | 70 kHz          | 72 kHz        |
| 4. Beszédcsatorna  | 72 kHz            | 72 kHz         | 74 kHz          | 76 kHz        |
| 5. Beszédcsatorna  | 76 kHz            | 76 kHz         | 78 kHz          | 80 kHz        |
| 6. Beszédcsatorna  | 80 kHz            | 80 kHz         | 82 kHz          | 84 kHz        |
| 7. Beszédcsatorna  | 84 kHz            | 84 kHz         | 86 kHz          | 88 kHz        |
| 8. Beszédcsatorna  | 88 kHz            | 88 kHz         | 90 kHz          | 92 kHz        |
| 9. Beszédcsatorna  | 92 kHz            | 92 kHz         | 94 kHz          | 96 kHz        |
| 10. Beszédcsatorna | 96 kHz            | 96 kHz         | 98 kHz          | 100 kHz       |
| 11. Beszédcsatorna | 100 kHz           | 100 kHz        | 102 kHz         | 104 kHz       |
| 12. Beszédcsatorna | 104 kHz           | 104 kHz        | 106 kHz         | 108 kHz       |

A multiplexer technikai felépítését és a kimeneti frekvencia spektrumot a következő ábra mutatja.

## Szupercsoport létrehozása: 2. szintű multiplexelés
A szupercsoportot (super group) létrehozó multiplexert második szintű multiplexernek nevezik, és 5 elsőszintű multiplexer kimenő jelét, azaz (12x5) 60 beszédcsatornát muliplexálnak egy kimenetre.
Az elsőszintű multiplexerek kimenő csatornái 48 kHz-es sávszélességűek.
A Szupercsoport frekvencia kiosztásai:
| Elsőszintű multiplexer    | Keverő frekvencia | Csatorna eleje | Középfrekvencia | Csatorna vége |
| ------------------------- | ----------------- | -------------- | --------------- | ------------- |
| 1. Elsőszintű multiplexer | 312 kHz           | 312 kHz        | 336 kHz         | 360 kHz       |
| 2. Elsőszintű multiplexer | 360 kHz           | 360 kHz        | 384 kHz         | 408 kHz       |
| 3. Elsőszintű multiplexer | 408 kHz           | 408 kHz        | 432 kHz         | 456 kHz       |
| 4. Elsőszintű multiplexer | 456 kHz           | 456 kHz        | 480 kHz         | 504 kHz       |
| 5. Elsőszintű multiplexer | 504 kHz           | 504 kHz        | 528 kHz         | 552 kHz       |

A multiplexer technikai felépítését és a kimeneti frekvencia spektrumot a következő ábra mutatja.

## Főcsoport létrehozása: 3. szintű multiplexelés
Az főcsoportot (master group) létrehozó multiplexert harmadik szintű multiplexernek nevezik, és a főcsoportba 10 második szintű multiplexer jelét, azaz (12x5x10) 600 beszédcsatornát multiplexelnek egy kimenő jellé.
Az egyes szupercsatornák 240 kHz-es sávszélességűek. A már említett áthallási torzítások kiküszöbölésére az egyes kimeneti frekvencia tartományok egy 12 kHz-es biztonsági sávval el vannak egymástól választva.
Az Alapcsoport frekvencia kiosztásai:
| Szupercsatorna                 | Keverő frekvencia | Csatorna eleje | Középfrekvencia | Csatorna vége |
| ------------------------------ | ----------------- | -------------- | --------------- | ------------- |
| 1. Második szintű multiplexer  | 252 kHz           | 564 kHz        | 690 kHz         | 816 kHz       |
| 2. Második szintű multiplexer  | 492 kHz           | 816 kHz        | 942 kHz         | 1068 kHz      |
| 3. Második szintű multiplexer  | 732 kHz           | 1068 kHz       | 1194 kHz        | 1320 kHz      |
| 4. Második szintű multiplexer  | 972 kHz           | 1320 kHz       | 1446 kHz        | 1572 kHz      |
| 5. Második szintű multiplexer  | 1212 kHz          | 1572 kHz       | 1698 kHz        | 1824 kHz      |
| 6. Második szintű multiplexer  | 1462 kHz          | 1824 kHz       | 1950 kHz        | 2076 kHz      |
| 7. Második szintű multiplexer  | 1762 kHz          | 2076 kHz       | 2202 kHz        | 2328 kHz      |
| 8. Második szintű multiplexer  | 2002 kHz          | 2328 kHz       | 2454 kHz        | 2580 kHz      |
| 9. Második szintű multiplexer  | 2242 kHz          | 2480 kHz       | 2606 kHz        | 2832 kHz      |
| 10. Második szintű multiplexer | 2482 kHz          | 2832 kHz       | 2958 kHz        | 3084 kHz      |

A multiplexer technikai felépítését és a kimeneti frekvencia spektrumot a következő ábra mutatja.